# Ksar Oulad Amar
Ksar Oulad Amar (en arabe : قصر أولاد عمر) est un village fortifié dans la province de Zagora, région de Draa-Tafilalet au sud-est du Maroc .